# Service de santé royal canadien
Le Service de santé royal canadien (SSRC), anciennement appelé Services de santé des Forces canadiennes (SSFC), est la branche des Forces armées canadiennes responsable de dispenser les soins de santé au personnel militaire du Canada tant au pays qu'à l'étranger. Le Service de santé royal canadien a reçu l'agrément d'Agrément Canada en 2011, devenant ainsi le premier et le seul système de santé et ambulatoire national et pancanadien à satisfaire à cette norme.

## Dépôt central de matériel médical
Le Dépôt central de matériel médical (DCMM), mieux connu sous son appellation anglophone CMED, est une unité des Forces armées canadiennes stationnée sur la base des Forces canadiennes (BFC) Petawawa en Ontario, composée d'environ 25 militaires et 30 civils. En tant qu'unité de niveau national, elle relève directement du Service de santé royal canadien. Le DCMM gère aussi un détachement sur la BFC Trenton en Ontario.

## Annexe